# Вёжки
Вёжки — деревня в Судогодском районе Владимирской области России, входит в состав Мошокского сельского поселения.

## География
Деревня расположена в 13 км на северо-восток от центра поселения села Мошок и 35 км на восток от Судогды.

## История
Впервые деревня упоминается в окладных книгах Рязанской епархии за 1676 год в составе Замаричского прихода, в ней тогда было 27 дворов крестьянских.
В конце XIX — начале XX века деревня входила в состав Мошенской волости Судогодского уезда, с 1926 года — в составе Владимирского уезда. В 1859 году в деревне числилось 18 дворов, в 1905 году — 28 дворов, в 1926 году — 30 дворов.
С 1929 года деревня входила в состав Синицынского сельсовета Судогодского района, с 1940 года — центр Радиловского сельсовета, с 1954 года — в составе Краснокустовского сельсовета, с 2005 года — в составе Мошокского сельского поселения.

## Население
| 1859 | 1905 | 1926 | 2002 |
| ---- | ---- | ---- | ---- |
| 160  | 101  | 135  | 65   |

| 1859 | 1905 | 1926 | 2002 | 2010 | 2021 |
| ---- | ---- | ---- | ---- | ---- | ---- |
| 160  | ↘101 | ↗135 | ↘65  | ↘51  | ↘20  |